# Ivan Simonovič (Handballspieler)
Ivan Simonovič (* 7. Juni 1973 in Belgrad) ist ein slowenischer Handballtrainer und ehemaliger Handballspieler, der zumeist auf Rückraum links eingesetzt wurde.
Der 1,93 m große und 90 kg schwere Rechtshänder spielte zunächst für den slowenischen Verein RK Prevent Slovenj Gradec. 2001 wechselte er zu Prule 67 Ljubljana, mit dem er 2002 Meister und Pokalsieger wurde. In der EHF Champions League 2002/03 erreichte er das Halbfinale. Nach zwei Jahren ging er zu Paris Handball, für den er weitere zwei Spielzeiten auflief. 2005 kehrte er nach Slowenien zum RK Gold Klub Kozina zurück. Nach einem Jahr unterschrieb er beim bosnischen Verein RK Bosna Sarajevo, mit dem er 2007 und 2008 bosnischer Meister sowie 2008 Pokalsieger wurde. Anschließend ließ er seine Karriere in Italien ausklingen.
Nach dem Ende seiner aktiven Karriere wurde Simonovič Jugendtrainer beim RK Velenje.
Mit der Slowenischen Nationalmannschaft nahm Ivan Simonovič an den Weltmeisterschaften 2001 und 2003 teil und wurde bei seiner zweiten WM mit 50 Treffern einer der Toptorschützen des Turniers. Bei der Europameisterschaft 2004 im eigenen Land gewann er die Silbermedaille. Er bestritt 32 Länderspiele, in denen er 156 Tore erzielte.